# دشت سچک
دشت سچک (به لاتین: Dasht-e Sachak) یک منطقهٔ مسکونی در افغانستان است که در ولایت بامیان واقع شده‌است.